# Burrata

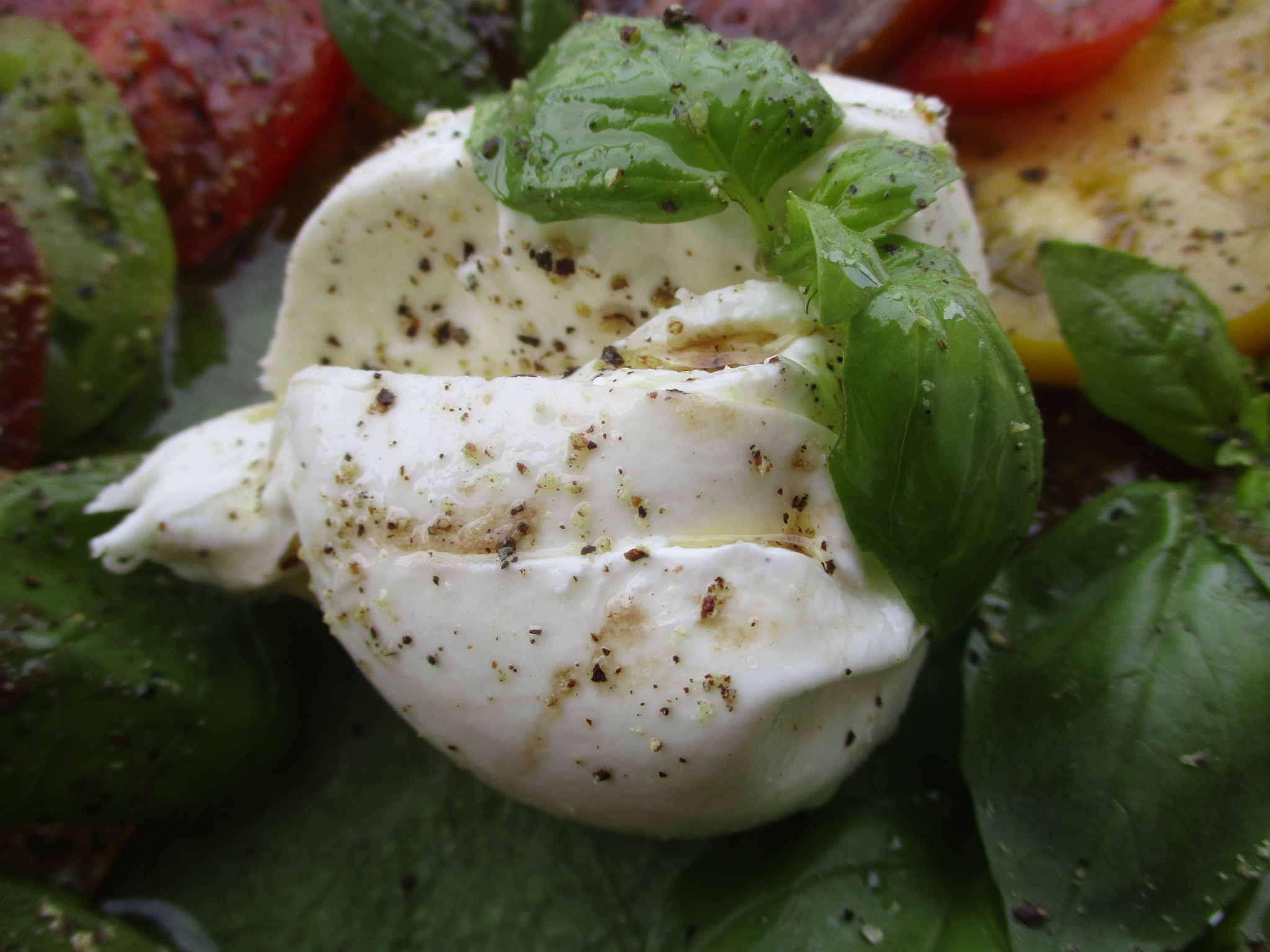
Gomółka apulskiego sera burrata

Burrata (wym. burˈrata) – włoski ser z mleka krowiego (czasem z mleka bawolego) wytwarzany z mozzarelli i śmietany, produkt typowy dla regionu Apulii.

## Historia
Burrata wywodzi się z Murgii na południu Włoch. Jest produkowany z krowiego mleka, podpuszczki i śmietany. Pierwsze przekazy o produkcji wyrobów podobnych do burraty sięgają około 1900 r. na farmie Bianchini w mieście Andria w Murgii, obszarze w regionie Apulii. Nowsze zapisy wskazują, że Lorenzo Bianchini z gospodarstwa Piana Padura zdefiniował burratę jako produkt w 1956 roku.
W latach pięćdziesiątych XX wieku stał się szerzej dostępny gdy niektóre miejscowe fabryki serów zaczęły go również produkować, zauważając, że może być użytecznym sposobem wykorzystania ritagli („skrawków”, odpadów) lub pozostałości z produkcji mozzarelli.
21 listopada 2016 r. „Burrata di Andria” została objęta chronionym oznaczeniem geograficznym, dopisana do Aneksu XI, w klasie 1.3 „Sery”.
Jako ser rzemieślniczy burrata zachowała swój status produktu regionalnego nawet po rozpoczęciu jej komercyjnej produkcji w fabrykach w całej Apulii.
Burrata jest również produkowana w Stanach Zjednoczonych, szczególnie w rzemieślniczych sklepach z serami w miastach na wschodnim wybrzeżu, w których licznie zamieszkiwali włoscy Amerykanie. Niemniej jednak w przypadku oryginalnego „Burrata di Andria” wszystkie czynności, począwszy od przetwarzania surowców aż do produkcji produktu gotowego, muszą odbywać się na określonym obszarze geograficznym Apulii.

## Produkcja

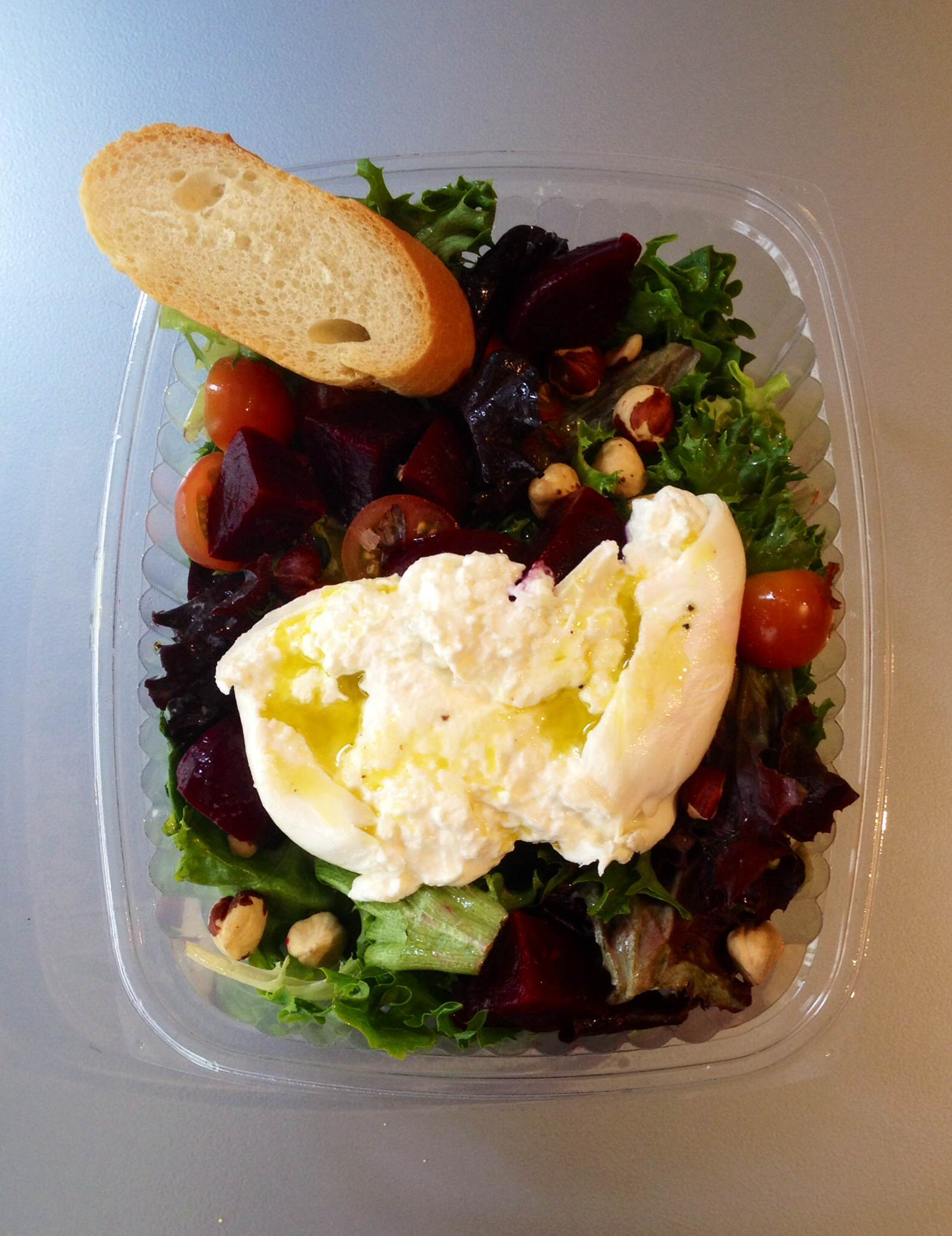
Burrata na sałatce

Produkcję burraty zaczyna się podobnie jak mozzarelli i wielu innych serów, z podpuszczką używaną do zsiadania się ciepłego mleka. Ale następnie, w przeciwieństwie do innych serów, świeży skrzep mozzarelli jest zanurzany w gorącej serwatce lub lekko osolonej wodzie, ugniatany i ciągnięty w celu uzyskania znanych elastycznych sznurków (zwanych pasta filata), a następnie kształtowany w dowolnej formie.
Przygotowując burratę, wciąż gorący ser formuje się w kształt torebki, którą następnie wypełnia się resztkami mozzarelli, a przed zamknięciem dopełnia świeżą śmietaną. Gotową burratę tradycyjnie owija się liśćmi złotogłowu, tak aby utworzyć kształt podobny do brioche, a czubek zwilża się odrobiną serwatki. Liście asfodela (złotogłowu) powinny być nadal zielone, w momencie gdy ser jest podawany, to wskazuje jego świeżość. Ostatnio ser ten spotykamy również zapakowany w plastikowej torebce lub pojemniku.

## Cechy
Ser produkowany z mleka krowiego, łączący śmietanę i ser z masy parzonej. Zewnętrzna skorupa to zestalona mozzarella zawierająca wewnątrz mieszankę stracciatelli i śmietanę, które nadają jej miękką konsystencję. Osłonka składa się z masy parzonej, całość zawiera mieszaninę śmietany z masa parzoną. Masa sera objętego ochroną regionalną UE, wynosi pomiędzy 100-1 000 g. Kolor mlecznobiały, a osłonka o grubości minimalnej 2 mm. Masa rozwłókniona wewnątrz posiada konsystencję gąbczastą. Ser burrata kształtem przypomina zaokrągloną sakiewkę z charakterystycznym zamknięciem na wierzchu. Straciatella, czyli pokrojone włókna masy mozzarelli, uzyskuje się wyłącznie metodą ręczną. Wilgotność śmietany waha się w przedziale 60–70%; śmietana odpływa przy krojeniu, a wewnątrz znajdują się kawałki rozwłóknionego sera o różnej wielkości. W zapachu występują przyjemne nuty świeżego mleka, masła oraz śmietany.

### Mleko
Mleko krowie do burraty pozyskuje się przez odwirowanie mleka lub serwatki ze świeżego mleka, które musi być pasteryzowane przez 15 sekund w temperaturze 72 stopni Celsjusza. Dozwolone jest stosowanie świeżej śmietany pasteryzowanej lub śmietany UHT albo ich mieszanki.

### Przechowywanie
Burratę można pakować w torebki plastikowe bądź papier. Przechowywać należy w temperaturze 4-6 stopni Celsjusza.

## Sposoby podania
Po rozcięciu burraty wypływa strumień zagęszczonej śmietany. Ser ma bogaty, maślany smak i zachowuje świeżą mleczność. Najlepiej spożyć go w ciągu 24 godzin, bo po 48 godzinach uważa się, że przekroczył optymalny próg smaku. Dzięki swojemu wyrazistemu smakowi i zróżnicowanej konsystencji wewnątrz i na zewnątrz dobrze komponuje się z sałatkami, z szynką prosciutto crudo, chrupiącym pieczywem, świeżymi pomidorami z oliwą, pokruszonym czarnym pieprzem czy makaronem.